# Нерсесян, Александр Артёмович
Александр Артёмович Нерсесян (груз. ალექსანდრე ნერსესიანი; род. 27 ноября 1943, Тбилиси) — советский и грузинский физик и математик, специалист в области теоретической физики, доктор физико-математических наук, профессор, академик Академии наук Грузии (2018; член-корреспондент с 2013).

## Биография
Родился 27 ноября 1943 года в Тбилиси, Грузинской ССР.
С 1960 по 1965 год обучался на физическом факультете Тбилисского государственного университета. С 1966 по 1969 год обучался в аспирантуре этого университета.
С 1969 года на научно-исследовательской работе в Институте физики АН ГрузССР — НАН Грузии в должностях: младший научный сотрудник, с 1973 по 2008 год — старший и ведущий научный сотрудник, с 2008 года — научный руководитель этого института.
Одновременно с научной занимался и научно-педагогической работой в ведущих иностранных учебных заведениях Англии, Германии и иТАЛИИ: с 1992 по 1994 год — профессор Технического университета Чалмерса, с 1995 по 1996 год — старший научный сотрудник Оксфордского университета, с 1997 по 1998 год — профессор Института физики Боннского университета, с 1998 по 2019 год — научный сотрудник и профессор теоретической физики Международного центра теоретической физики. С 2018 года является профессором Ильинского государственного университета.

### Научно-педагогическая деятельность и вклад в науку
Основная научно-педагогическая деятельность А. Нерсесян была связана с вопросами в области математики и теоретической физики. Занимался исследованиями в области квантовых критических явлений и топологических аспектов, теории твёрдого тела и квантовых магнитных явлений.
В 1971 году защитил кандидатскую диссертацию по теме: «Некоторые вопросы теории металлов с магнитными примесями», в 1985 году защитил докторскую диссертацию на соискание учёной степени доктор физико-математических наук по теме: «Теория магнитных свойств одномерных ферми-систем. Точные результаты» . В 2006 году ему присвоено учёное звание профессор. В 2013 году был избран член-корреспондентом, в 2018 году — действительным членом НАН Грузии.  А. Нерсесяном было написано более ста пятьдесят научных работ, в том числе двух монографий и двух учебников для высших учебных заведений.

## Основные труды
- "On the ground state of a metal with a magnetic impurity", Proceedings of the Georgian Academy of Sciences (PGAS), vol.51, p.297, 1968 (with G.E.Gurgenishvili and G.A.Kharadze).
- "Nuclear relaxation of paramagnetic impurities in metals", Pis'ma ZhETF, vol.7, p.66, 1969 (with G.E.Gurgenishvili and G.A.Kharadze).
- "On magnetoresistance of metals with paramagnetic impurities", J.Low Temp.Phys., vol.1, p.633, 1969 (with G.E.Gurgenishvili and G.A.Kharadze).
- " Spin-density fluctuation spectrum in metals with paramagnetic impurities", ZhETF, vol.56, p.1952, 1969 (with G.E.Gurgenishvili and G.A.Kharadze).
- NMR in metals with magnetic impurities", Proceedings of the 1st USSR Conference on Solid State Theory, Moscow,1969 (with G.E.Gurgenishvili and G.A.Kharadze).
- "Some aspects of the theory of metals with magnetic impurities", Candidate thesis (Ph.D.) 1971.
- "Electron scattering in one-dimensional disordered metals", PGAS, vol.79, p.335, 1975 (with G.E.Gurgenishvili and G.A.Kharadze).
- "One-dimensional electron system with attractive interaction in case of one electron per atom", Physica B, vol.84, p.243, 1976 (with G.E.Gurgenishvili, G.A.Kharadze and L.A.Chobanyan).
- "Generalized susceptibilities of one-dimensional electron system in a magnetic field", ZhETF, vol.73, p.297, 1977 (with G.E.Gurgenishvili and L.A.Chobanyan).
- "Influence of quasiclassical random potential on electron correlations in one-dimensional systems", Physica B, vol.240, p.581, 1977 (with G.E.Gurgenishvili and G.A.Kharadze)
- "Regularized integrable version of one-dimensional quantum sine-Gordon model", Physica Scripta, vol.27, p.5, 1983 (with G.I.Japaridze and P.B.Wiegmann)[5]